# パジャマな彼女。
『パジャマな彼女。』（パジャマなかのじょ）は、濱田浩輔による日本の漫画作品。

## 概要
濱田にとって2作目となる連載作品。『週刊少年ジャンプ』（集英社）2012年13号から40号まで連載された。略称は「パジャカノ」。ジャンルは「恋愛ファンタジー」とされており、『眠り姫』を含む童話を題材にしている。話数カウントは「vol.○」。サブタイトルには作中に登場したセリフが使われている。
濱田は元々部活少年だったため、当初部活動をやっていない主人公に感情移入できなかったと語っている。
なお、本作が連載されていた2012年には、『ニセコイ』（2011年48号 - 2016年36・37合併号）・『恋染紅葉』（2012年23号 - 51号）など『少年ジャンプ』誌上にライバルとなるラブコメディが複数連載され、「ラブコメ戦国時代」と形容されていた。本作の連載終了後、濱田は編集方針の違いから『少年ジャンプ』を去ることになる。2016年11月には濱田が『はねバド!』を刊行していた講談社より新装版が発行されている。また『はねバド!』のアニメは本作の読者だった細井駿介が企画を講談社に持ち込んだ。

## あらすじ
眠りの森学園高等部1年生の目覚計佑は、家が近くで子供の頃からの付き合いの幼馴染・音巻まくらやクラスの仲間達と、それなりに楽しい学園生活を送っていた。そんなある日、計佑は些細な事でまくらに少しつらくあたってしまう。そしてその夜、まくらが行方不明になってしまった。計佑も探すことになり、ふと思いついたのは、小さい頃まくらとよく遊びに来ていたひまわり畑。そして見つけたまくらは、幽霊になってしまっていた。

## 登場人物

### 眠りの森学園
目覚 計佑（めざまし けいすけ）
本作の主人公。高等部1年2組の男子生徒。
天体観測が趣味で、自室には天体望遠鏡や宇宙科学に関する沢山の本がある。当初は部活動に入っていないが、まくらの回復後は天文同好会を立ち上げ、まくら等を迎え入れる。
途中、雪姫を襲った暴漢にナイフで胸を刺されるが、雪姫が買ったストラップが盾となって一命を取り留める。
まくらの事を家族のように思っており、恋人としては雪姫を選ぼうとしするが、最終的にまくらを選ぶ。しかしその後、まくらが引っ越してしまい、見送りには間にも合わなかった。まくらの転校から4か月後、2学期終業式を終えた足でまくらとの思い出の地を回り、そのまま新幹線に乗って新潟県へ行き、まくらと再会する。
なお、入学式の日に雪姫に壊れた傘を貸しており、自分はまくらと相合傘をするが、本人はこの事を忘れてしまう。
音巻 まくら（おとまき まくら）
本作のメインヒロイン。計佑とは自宅が隣同士の幼馴染でクラスメイト。ショートヘアの活発な少女で、女子ソフトボール部の1年生エース。よく寝る。
母親を早くに亡くしており、父親は仕事で忙しいため、幼い頃から目覚家で過ごすことが多く、計佑とは兄妹同然の関係。一人称は「私」「アタシ」「まくら」などいくつかある。
子供っぽい性格で、計佑の部屋に入るなり拡声器で起きるように叫んだりする。1学期終盤から夏休みにかけての期間を計佑にしか見えない幽霊として過ごし、最終的には元に戻る。体が元に戻った後、計佑とともに天文部を立ち上げる。
夏休みも終盤に差し掛かった頃に父親の転勤で新潟へ転校。その4か月後、新潟駅近くの喫茶店で計佑と再会し、この時初めて計佑の事が好きであることを伝える。このときは計佑共々髪が伸びており、一部を結っている。
白井 雪姫（しらい ゆき）
本作のもう一人のヒロイン。眠りの森学園高等部の3年生で計佑たちの先輩。図書委員長を務める。実家は代々続く医者の家系でかなり裕福。
成績優秀な上、美人でスタイル抜群。長い黒髪が特徴。自身は人気上昇中の女優の卵で、カメボウの「白雪フェイス」という化粧品のテレビCMに出演している。
周囲からの期待によるプレッシャーを抱えていたが、自分を特別扱いしない計佑に次第に惹かれていく。途中、暴漢に襲われるが、計佑らによって助けられる。最終的に計佑から「付き合えない」旨を告げられる。以降、計佑と言葉を交わした様子はないが、卒業式直前、計佑を呼び出してきちんと別れを告げ、「次会う時はもっといい女になってる」と宣言する。
中学時代はショートヘアーの時期もあった。
計佑の入学式の日に彼と面識を持っており、雨の日に傘を貸してもらったことがあった（但し、計佑は覚えていない。また、その傘は壊れていた）。
須々野 硝子（すすの しょうこ）
計佑のクラスの委員長を務める女子生徒。まくらの親友。
眼鏡をかけている。おさげ髪が特徴。おとなしい性格で、読書が趣味。髪を下して眼鏡を外すとより大人っぽい雰囲気となる。計佑やまくらとは高校生になってから知り合った。計佑のことが好きな様で、彼とともに天文部を立ち上げる。
由希子とともに転校するまくらを見送る。計佑とは異なり、転校後のまくらと連絡を取っていた様子。
茂武市 一（もぶいち はじめ）
計佑のクラスメイトの男子生徒。眼鏡をかけている。モブキャラクターを想起させるような名前。
計佑とともに天文部を立ち上げる。また、同じ塾の女子生徒に告白するが、「部活動をしていない人間には魅力を感じない」と断られている。
森野 カリナ（もりの カリナ）
雪姫の友人の女子生徒。茂武市の隣の家に住み、彼からは「カリ姉」と呼ばれる。
まくらと同じくショートヘアで騒がしい性格。兄がいる。「恋なんて糞喰らえ」と考えている。
綿貫 アリス（わたぬき アリス）
眠りの森学園中等部2年生の女子生徒。雪姫の従姉妹で、転校に伴い雪姫の家に居候する。
「番長」を名乗り、よく腕を組んでいる。また、口調が非常に豪快で、先輩である計佑たちにもため口を使う。ウサギの顔を模した髪留めが特徴で、表情が本人のものと連動する。
友人が2人おり、まくらの転校後に天文部に入部。この時、名前がネネとミミであることが判明する。
太郎丸 美也子（たろうまる みやこ）
現国担当の教師。天文部の顧問。
ビールが好物。自分の苗字が嫌いで、結婚で改姓したがっている（候補は「稲葉」「玉木」「小栗」「塩谷」。なお、「塩谷」は硝子から「やめたほうがいい」と突っ込まれる）。
濱田の次回作『はねバド!』に、眠りの森学園から赴任してきた教員（声 - 小松未可子）として登場する。

### その他の人物
目覚 由希子（めざまし ゆきこ）
計佑の母親。
まくらと仲が良く、互いを「おばちゃん」「くーちゃん」と呼び合う。終盤で引っ越してしまうまくらを、硝子とともに見送る。
計佑の父（けいすけのちち）
計佑の父親。
計佑とまくらが幼少時代のシーンに登場。母親を亡くして元気をなくしてしまったまくらを案じていた。
音巻 ハルカ（おとまき はるか）
まくらの母親。
まくらが幼少の頃、病気で亡くなる。まくらと瓜二つの容姿を持つ美人であった。計佑とまくらが離れる日が来たらどうするのか、計佑に問うていた。結果的に、計佑の高校1年の夏にそれが現実のものとなる。
まくらの父（まくらのちち）
下の名前は不明。
常に仕事で忙しく、ほとんどまくらのことを顧みない生活を送っていた。まくらの高校1年の夏に転勤が決まり、まくらを連れて新潟へと発つ。まくらの引越には由希子と硝子が見送りに来たが、何故か彼の姿がない。
白井 能活（しらい よしかつ）
雪姫の祖父。白髪で白いひげの老人。東逢原第一救急病院に勤務する医師。日本医師会を代表する睡眠医学の専門家。
病気で寝たきりのまくらを「眠り姫と同じ」と評する。ある時、アメリカへ出張し、まくらの病気の情報を求め訪ねて来た計佑を自身の担当する研究生と勘違いする。その後、暴漢に襲われて負傷した計佑を手当する。
美月 芳夏（みづき よしか）
数十年前に呪いをかけられて命を落とした上に、大切な人までも失った少女。呪いが解けないまま16歳までを繰り返し、この呪いを解く方法はこの世にはないらしい。
本人曰く本名に意味はないらしく、秋であれば「アキアカネ」、春であれば「チョウ」、夏であれば「ホタル」（冬は不明）。劇中では「ホタル」の名を使う。
幼少時代の計佑とまくらに会っており、まくらに自身が幽霊であることを告げた（まくらは怖がる様子は見せず、呪いを解く方法を探そうとしていた）。16歳の姿で高1のまくらと接触。まくらにいばらの呪いをかけ、幽霊にした張本人であり、彼女を元に戻す鍵を握っていた。
まくらが回復する頃に計佑の前に姿を現し、彼女の体が元に戻っているので行ってやるように促す。その後、子供の姿で再び計佑の前に現れ、まくらの前には現れることなく、別れの挨拶と笑顔を残して榮治探しの旅へ行く。この時のホタルは幽霊となっていたまくらと同じパジャマ姿で、ポットの使い方が分からないなど、お茶目な一面を見せる。

## 書誌情報
濱田浩輔 『パジャマな彼女。』 
- 単行本集英社〈ジャンプ・コミックス〉、全3巻
  1. 「どーゆー事だよ!!!」2012年6月9日第1刷発行（6月4日発売[集 1]）、ISBN 978-4-08-870462-3
  2. 「卒業するよ」2012年8月8日第1刷発行（8月3日発売[集 2]）、ISBN 978-4-08-870484-5
  3. 「一番近くで」2012年10月4日発売[集 3]、ISBN 978-4-08-870523-1
- 新装版講談社〈アフタヌーンKC〉、上下巻 2016年11月7日発売
  1. 上巻 ISBN 978-4-06-388206-3
  2. 下巻 ISBN 978-4-06-388207-0